# 906
El 906 (CMVI) fou un any comú començat en dimecres del calendari julià.

## Esdeveniments
- 27 de febrer: els conradians vencen els Babenberg en la batalla de Fritzlar pel domini de Francònia, però Conrad el Vell cau en combat.[1]